# Hohenstein (berg i Österrike, Niederösterreich)
Hohenstein är ett berg i Österrike.   Det ligger i distriktet Lilienfeld och förbundslandet Niederösterreich, i den östra delen av landet, 70 km väster om huvudstaden Wien. Toppen på Hohenstein är 1 179 meter över havet, eller 306 meter över den omgivande terrängen. Bredden vid basen är 4,1 km.
Terrängen runt Hohenstein är huvudsakligen kuperad. Närmaste större samhälle är Kirchberg an der Pielach, 7,0 km nordväst om Hohenstein. 
I omgivningarna runt Hohenstein växer i huvudsak blandskog. Runt Hohenstein är det ganska glesbefolkat, med 28 invånare per kvadratkilometer.